# 克瓦戈·佐尔坦
克瓦戈·佐尔坦（匈牙利語：Kővágó Zoltán，1979年4月10日—），匈牙利男子田径运动员。他曾代表匈牙利参加2000年、2004年、2008年和2016年夏季奥林匹克运动会田径比赛，获得一枚银牌。